# أماميات الخيشوم
أماميات الخيشوم (الاسم العلمي: Protobranchia)، طويئفة من الرخويات ذوات الصدفتين، يحتوي على ثلاث رتب المحاريات الجوزية ومحاريات دماغية ومحاريات قصيرة اليد.